# 500 kilomètres d'Oschersleben FIA GT 1998
Navigation
Édition suivante
Les 500 kilomètres d'Oschersleben 1998 FIA GT, disputées le 12 avril 1998 sur le circuit d'Oschersleben, sont la première manche du championnat FIA GT 1998.

## Course

### Classement de la course
Classement à l'issue de la course (vainqueurs de catégorie en gras), :
| Pos.   | Catégorie | N° | Écurie                           | Pilotes                                     | Châssis                     | Pneus | Tours |
| Pos.   | Catégorie | N° | Écurie                           | Pilotes                                     | Moteur                      | Pneus | Tours |
| ------ | --------- | -- | -------------------------------- | ------------------------------------------- | --------------------------- | ----- | ----- |
| 1      | GT1       | 2  | AMG Mercedes                     | Ricardo Zonta Klaus Ludwig                  | Mercedes-Benz CLK GTR       | B     | 137   |
| 1      | GT1       | 2  | AMG Mercedes                     | Ricardo Zonta Klaus Ludwig                  | Mercedes-Benz M120 6.0L V12 | B     | 137   |
| 2      | GT1       | 12 | Team Persson Motorsport          | Marcel Tiemann Jean-Marc Gounon             | Mercedes-Benz CLK GTR       | B     | 137   |
| 2      | GT1       | 12 | Team Persson Motorsport          | Marcel Tiemann Jean-Marc Gounon             | Mercedes-Benz M120 6.0L V12 | B     | 137   |
| 3      | GT1       | 1  | AMG Mercedes                     | Bernd Schneider Mark Webber                 | Mercedes-Benz CLK GTR       | B     | 135   |
| 3      | GT1       | 1  | AMG Mercedes                     | Bernd Schneider Mark Webber                 | Mercedes-Benz M120 6.0L V12 | B     | 135   |
| 4      | GT1       | 5  | Zakspeed Racing                  | Alexander Grau Andreas Scheld               | Porsche 911 GT1-98          | P     | 134   |
| 4      | GT1       | 5  | Zakspeed Racing                  | Alexander Grau Andreas Scheld               | Porsche 3.2L Turbo Flat-6   | P     | 134   |
| 5      | GT1       | 3  | DAMS                             | David Brabham Éric Bernard                  | Panoz GTR-1                 | M     | 130   |
| 5      | GT1       | 3  | DAMS                             | David Brabham Éric Bernard                  | Ford (Roush) 6.0L V8        | M     | 130   |
| 6      | GT2       | 51 | Viper Team Oreca                 | Olivier Beretta Pedro Lamy                  | Chrysler Viper GTS-R        | M     | 126   |
| 6      | GT2       | 51 | Viper Team Oreca                 | Olivier Beretta Pedro Lamy                  | Chrysler 8.0L V10           | M     | 126   |
| 7      | GT2       | 52 | Viper Team Oreca                 | Karl Wendlinger David Donohue               | Chrysler Viper GTS-R        | M     | 125   |
| 7      | GT2       | 52 | Viper Team Oreca                 | Karl Wendlinger David Donohue               | Chrysler 8.0L V10           | M     | 125   |
| 8      | GT2       | 66 | Konrad Motorsport                | Franz Konrad Nick Ham                       | Porsche 911 GT2             | D     | 122   |
| 8      | GT2       | 66 | Konrad Motorsport                | Franz Konrad Nick Ham                       | Porsche 3.6L Turbo Flat-6   | D     | 122   |
| 9      | GT2       | 65 | Konrad Motorsport                | Toni Seiler Martin Stretton                 | Porsche 911 GT2             | D     | 122   |
| 9      | GT2       | 65 | Konrad Motorsport                | Toni Seiler Martin Stretton                 | Porsche 3.6L Turbo Flat-6   | D     | 122   |
| 10     | GT2       | 63 | Krauss Race Sports International | Michael Trunk Bernhard Müller               | Porsche 911 GT2             | D     | 122   |
| 10     | GT2       | 63 | Krauss Race Sports International | Michael Trunk Bernhard Müller               | Porsche 3.6L Turbo Flat-6   | D     | 122   |
| 11     | GT2       | 70 | Marcos Racing International      | Cor Euser Harald Becker                     | Marcos LM600                | D     | 122   |
| 11     | GT2       | 70 | Marcos Racing International      | Cor Euser Harald Becker                     | Chevrolet 5.9L V8           | D     | 122   |
| 12     | GT2       | 60 | Elf Haberthur Racing             | Michel Neugarten Gerd Ruch Marco Spinelli   | Porsche 911 GT2             | G     | 121   |
| 12     | GT2       | 60 | Elf Haberthur Racing             | Michel Neugarten Gerd Ruch Marco Spinelli   | Porsche 3.6L Turbo Flat-6   | G     | 121   |
| 13     | GT2       | 53 | Chamberlain Engineering          | Ni Amorim Gonçalo Gomes                     | Chrysler Viper GTS-R        | D     | 121   |
| 13     | GT2       | 53 | Chamberlain Engineering          | Ni Amorim Gonçalo Gomes                     | Chrysler 8.0L V10           | D     | 121   |
| 14     | GT1       | 6  | Zakspeed Racing                  | Michael Bartels Armin Hahne                 | Porsche 911 GT1-98          | P     | 120   |
| 14     | GT1       | 6  | Zakspeed Racing                  | Michael Bartels Armin Hahne                 | Porsche 3.2L Turbo Flat-6   | P     | 120   |
| 15     | GT1       | 7  | Porsche AG                       | Allan McNish Yannick Dalmas                 | Porsche 911 GT1-98          | M     | 119   |
| 15     | GT1       | 7  | Porsche AG                       | Allan McNish Yannick Dalmas                 | Porsche 3.2L Turbo Flat-6   | M     | 119   |
| 16     | GT2       | 58 | Roock Sportsystem                | André Ahrlé Ratanakul Prutirat              | Porsche 911 GT2             | Y     | 119   |
| 16     | GT2       | 58 | Roock Sportsystem                | André Ahrlé Ratanakul Prutirat              | Porsche 3.6L Turbo Flat-6   | Y     | 119   |
| 17     | GT2       | 62 | Stadler Motorsport               | Uwe Sick Axel Röhr                          | Porsche 911 GT2             | P     | 119   |
| 17     | GT2       | 62 | Stadler Motorsport               | Uwe Sick Axel Röhr                          | Porsche 3.6L Turbo Flat-6   | P     | 119   |
| 18     | GT2       | 96 | Proton Competition               | Horst Felbermayr, Sr. Horst Felbermayr, Jr. | Porsche 911 GT2             | P     | 118   |
| 18     | GT2       | 96 | Proton Competition               | Horst Felbermayr, Sr. Horst Felbermayr, Jr. | Porsche 3.6L Turbo Flat-6   | P     | 118   |
| 19     | GT2       | 69 | Proton Competition               | Gerold Ried Patrick Vuillaume               | Porsche 911 GT2             | P     | 115   |
| 19     | GT2       | 69 | Proton Competition               | Gerold Ried Patrick Vuillaume               | Porsche 3.6L Turbo Flat-6   | P     | 115   |
| 20     | GT1       | 8  | Porsche AG                       | Jörg Müller Uwe Alzen                       | Porsche 911 GT1-98          | M     | 107   |
| 20     | GT1       | 8  | Porsche AG                       | Jörg Müller Uwe Alzen                       | Porsche 3.2L Turbo Flat-6   | M     | 107   |
| 21 DNF | GT1       | 11 | Team Persson Motorsport          | Christophe Bouchut Bernd Mayländer          | Mercedes-Benz CLK GTR       | B     | 86    |
| 21 DNF | GT1       | 11 | Team Persson Motorsport          | Christophe Bouchut Bernd Mayländer          | Mercedes-Benz M120 6.0L V12 | B     | 86    |
| 22 DNF | GT2       | 54 | Chamberlain Engineering          | Ashley Ward Matt Turner                     | Chrysler Viper GTS-R        | D     | 85    |
| 22 DNF | GT2       | 54 | Chamberlain Engineering          | Ashley Ward Matt Turner                     | Chrysler 8.0L V10           | D     | 85    |
| 23 DNF | GT1       | 15 | Davidoff Classic GTC Competition | Thomas Bscher Geoff Lees                    | McLaren F1 GTR              | G     | 77    |
| 23 DNF | GT1       | 15 | Davidoff Classic GTC Competition | Thomas Bscher Geoff Lees                    | BMW S70 6.0L V12            | G     | 77    |
| 24 DNF | GT2       | 56 | Roock Racing                     | Claudia Hürtgen Stéphane Ortelli            | Porsche 911 GT2             | Y     | 69    |
| 24 DNF | GT2       | 56 | Roock Racing                     | Claudia Hürtgen Stéphane Ortelli            | Porsche 3.6L Turbo Flat-6   | Y     | 69    |
| 25 DNF | GT2       | 61 | Elf Haberthur Racing             | Hervé Poulain Eric Graham David Smadja      | Porsche 911 GT2             | G     | 69    |
| 25 DNF | GT2       | 61 | Elf Haberthur Racing             | Hervé Poulain Eric Graham David Smadja      | Porsche 3.6L Turbo Flat-6   | G     | 69    |
| DSQ†   | GT2       | 57 | Roock Racing                     | Bruno Eichmann Sascha Maassen               | Porsche 911 GT2             | Y     | 123   |
| DSQ†   | GT2       | 57 | Roock Racing                     | Bruno Eichmann Sascha Maassen               | Porsche 3.6L Turbo Flat-6   | Y     | 123   |